# Elisabeth Bröms
Elisabeth Bröms, född 1667, död 1738, var en svensk brukspatron, yngre syster till Catharina Bröms. Hon var ägare till såväl Edske masugn med Högbo hammare som Valbo masugn med Mackmyra hammare. Bruken tog hon över när hennes svåger Daniel Tilas gick bort 1697 (Bröms make Erik Tilas gick bort 1688). Tillsammans med sin syster Catharina och dennas make Carolus Carlsson kunde hon fullfölja köpet, som gick via Riksbanken, då Tilas hade pantsatt bruken dit. Under Bröms ledning inlöstes flera hemman, där ägarna inte kunnat betala skulder till henne. Dessa förvärv utökade Mackmyras jord- och skogsarealer, vilket gav foder till brukens hästar och mer träkol. Hon lät även rusta upp Mackmyra bruk och restaurera hammarsmedjan.